# 石井しおり
石井 しおり（いしい しおり、1988年11月26日 - ）は日本のナレーター。九州朝日放送および北海道文化放送（UHB）の元アナウンサー。
九州朝日放送アナウンサー時代の名義は「石井 栞」。「出生した際に母は『栞』（しおり）と命名したかったが当時は常用漢字に『栞』が無かったので已む無く『しおり』と命名したらしい」と石井本人は述べている。

## 来歴
東京都狛江市出身。身長156cm、血液型はA型。東洋英和女学院中学部・高等部、上智大学総合人間科学部社会学科卒業。中学・高校はダンス部、大学は女子3年までラクロス部に所属する他、アカペラサークルの「ラルブル」、ビリヤードサークルの「バラブシュカ」にも所属していた。2009年度ミスソフィアコンテスト最終候補。
長岡大雅と共にKBC九州朝日放送に2011年4月に入社しアナウンサーになる。2013年度にはKBCスポーツ応援団・フィギュアスケート担当としてグランプリファイナル福岡を盛り上げた。その際、アメリカ大会・中国大会を取材し海外中継も行なっている。2013年11月にはPAO～Nの番組生誕30周年記念として石井しおりと深瀬智聖（LinQ）がpan-Q（パンク）としてインディーズ両A面シングル「キラキラのイメージ / RISE」でCDデビュー。
2014年3月末KBC退職に際し「テレビ朝日アスクからKBCへの派遣でした。フリーアナウンサーとして福岡を拠点に活動していく」とブログにて発表。活動名義を「石井栞」から、戸籍上での表記の「石井しおり」に変更した。
2015年3月30日に福岡から北海道に転居。北海道文化放送に2015年4月に入社。同期入社は続木美香（NHK釧路放送局から移籍）・柴田平美（北海道根室高等学校→藤女子大学文学部日本語・日本語文学科卒業）。同年4月9日、『みんなのテレビ』でUHBの番組デビュー。入社後はテレビ番組出演の他、ナレーションやSAPPORO COLLECTION 2015/2016のMCや北海道Meijiカップのプロアマ大会・本大会の司会なども務めている。
2018年4月末日をもって北海道文化放送退社、ナレーターとなる。2018年5月よりシグマ・セブンe所属。「zip!」金曜日のナレーション担当。2020年7月よりシグマ・セブンに所属が変更された。

## 人物・エピソード
- 10歳と12歳も年の離れた姉がいる[6]三姉妹の末っ子。
- ニュース検定3級、英検2級、TOEIC795を取得している。
- マラソンが得意で、2012年にはシティマラソン福岡（5kmの部[7]）と福岡県民さわやかマラソン（10kmの部[8]）に、2014年と2015年には福岡マラソン(フルマラソン)に出場し、20代女子の部の上位ランナーとして西日本新聞に名前が掲載された。当時の記録は、4時間17分[9]。
- 同じUHB所属のアナウンサー・中村剛大（中央大学商学部経営学科卒業、2011年入社）とは一緒に就職活動をしていたことがある[5]。
- 2012年度ANN系列新人アナウンサー賞（番組部門）受賞、2015年度FNS系列アナウンス賞（ナレーション部門）で敢闘賞を受賞している。
- 藤岡みなみは大学の同級生[10]。
- PAO〜N大晦日スペシャル2021（2021年12月31日）に電話出演した。

## 出演

### テレビドラマ
- 全領域異常解決室 最終話（2024年12月18日、フジテレビ） - アナウンサー 役※音声のみ

## 過去の担当番組

### 学生時代
- BSフジNEWS第17期女子大生キャスター（火曜日担当、2009年7月 - 2010年1月）

### KBC
テレビ
- パックン!きょろぱく（不定期）
- いっちゃん好き!（石井一栞役[11]、KBCムービー）
- 気ままにLB（リポーター）
- 水と緑の物語（2011年 - 2013年）
- 走れ!山笠（櫛田神社内リポート、2013年）
- 前川清の笑顔まんてんタビ好キ（情報ナビゲーター）
- アサデス。（2014年度は月曜から水曜までの『KBC』枠「NEWSここが大事」担当）
- 週末まるごと!よくばりミルキイ（KBC退社後の2014年加入。2015年3月28日放送まで出演[12]）

ラジオ
- ライフサポーター あなたを守る防災ラジオ（2013年）
- 第39回KBCラジオ・チャリティー・ミュージックソン（メインランナー、2013年）
- PAO～N（月・火曜日担当、2012年4月 - 2015年3月）
- SWEET JAZZ（2013年4月 - 2015年3月）

### 北海道文化放送
- みんなのテレビ（6時台「uhb みんなのニュース」キャスター）
- 北海道からはじ○TV (サブMC)
- みちゅばちのよーくみて
- おはようのおはなし
- UHBニュース
- FNNスピーク北海道ローカル
- 札幌乙女ごはん。（テレビアニメ、小田早織 役）